# FBI operazione Las Vegas
FBI operazione Las Vegas (Highway Dragnet) è un film del 1954 diretto da Nathan Juran.

## Trama
Una fotografa free-lance e la sua modella raccolgono per strada un autostoppista, questi a Las Vegas conosce una donna che poco dopo viene trovata morta. Divenuto il primo sospettato è l'oggetto di una furiosa caccia all'uomo.

## Soggetto
Il film è importante nella carriera di Roger Corman il cui amore per il cinema lo portò inizialmente a lavorare anche gratis cercando sempre di distaccarsi dall'industria hollywoodiana.  È stato scritto che «Hollywood, a Roger Corman, non andò mai a genio. I B-movie, al contrario, sembrarono calzargli a pennello fin dagli esordi, quando vendendo il soggetto di FBI operazione Las Vegas (...) guadagnò i suoi primi 2000 dollari da sceneggiatore».